# Netelia thomsonii
Netelia thomsonii là một loài tò vò trong họ Ichneumonidae.